# Степове (Сумський район)
Степове — село в Україні, у Лебединській міській громаді Сумського району Сумської області. Населення становить 120 осіб. До 2020 орган місцевого самоврядування — Катеринівська сільська рада. 

## Історія
До 2016 року село носило назву Жовтневе.
12 червня 2020 року, відповідно до Розпорядження Кабінету Міністрів України № 723-р «Про визначення адміністративних центрів та затвердження територій територіальних громад Сумської області» увійшло до складу Лебединської міської громади.
19 липня 2020 року, після ліквідації Лебединського району, село увійшло до Сумського району.

## Географія
Село Степове знаходиться біля витоків річки Вільшанка. На відстані до 1,5 км розташовані села Верхнє (зняте з обліку в 2007 році), Мирне і Великі Луки. По селу протікає пересихаючий струмок із загатою.

## Пам'ятки природи
Степовий заповідник «Михайлівська цілина», площу більше 200 га.